# Slootgaardmolen
Slootgaardmolen is een poldermolen in de buurtschap Slootgaard in het buitengebied van Waarland nabij Zijdewind in de Nederlandse provincie Noord-Holland. De molen is rond 1590 gebouwd om het meertje De Slootgaard droog te malen en daarna de Slootgaardpolder die daardoor ontstaan is droog te houden.
In de begintijd is de polder waarschijnlijk door één molen drooggehouden, maar rond 1670 wordt al gesproken over een gang van twee molens. Tussen 1819 en 1863 is de molen vervijzeld, maar wordt in 1926 buiten gebruik genomen en onttakeld. De polder werd eerst elektrisch bemalen, maar later verzorgde een dieselmotor op de vijzel van de molen voor de bemaling, totdat de bemaling in 1949 buiten gebruik wordt gesteld als gevolg van ruilverkaveling.
De huidige particuliere eigenaar kan de molen in 2003 weer laten restaureren dankzij een provinciale subsidie, en kan de molen weer laten draaien.
Het gevlucht van de molen is bijzonder, als enige molen in Nederland heeft het een volledig ijzeren haspelkruis. Hierbij zitten er schotten in de askop, en worden er in ieder gat twee losse halve roeden gestoken, die vervolgens weer met beugels aan elkaar worden gezet. Bij het andere haspelkruis in Nederland, in de Robonsbosmolen, zitten de houten roeden om de askop geklemd.
Strijkmolens:
Strijkmolen B ·
Strijkmolen C ·
Strijkmolen D ·
Strijkmolen E ·
Ambachtsmolen ·
Strijkmolen I ·
Strijkmolen K ·
Strijkmolen L

Poldermolens:
Bosmolen ·
Hargermolen ·
Groetermolen ·
De Grebmolen ·
Slootgaardmolen ·
Poldermolen Waarland ·
Molen D / Oosterdel ·
Molen A ·
Sluismolen ·
Damlandermolen ·
Philisteinse Molen ·
Wimmenumer Molen ·
Geestmolen ·
Robonsbosmolen ·
De Viaan ·
De Eendracht

Korenmolens:
De Groot ·
Kijkduin (Schoorl) ·
't Roode Hert -
De Gouden Engel -
De Otter (Oterleek)

Molenstichting Alkmaar